# Felix Schumm

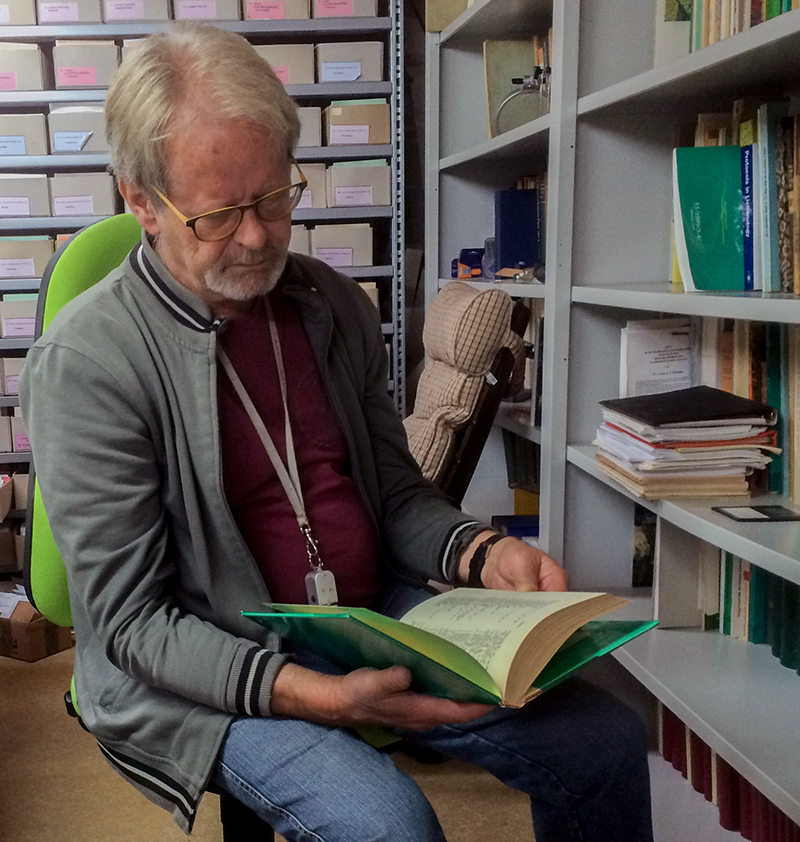
Felix Schumm in seinem Labor in Wangen (2015)

Felix Schumm (* 24. August 1946 in Göppingen) ist ein deutscher Lichenologe.
Sein botanisch-mykologisches Autorenkürzel lautet „Schumm“.

## Leben
Felix Schumm ist der Sohn des Paul Schumm, Facharzt für Psychiatrie und Neurologie, und seiner Ehefrau Dorothee, geb. Spellmann.
Er studierte von 1966 bis 1972 Physik an der Universität Stuttgart. Seine Diplomarbeit handelt von Photonenemission rekombinierender Excitonen bei gleichzeitiger Kollision und Anregung weiterer Excitonen. Von 1972 bis 1973 war er Lehrer für Mathematik und Physik im Angestelltenverhältnis am Progymnasium Stuttgart-Freiberg. Von 1974 legte er die Assessorprüfung ab.
Von 1974 bis 1975 war er wissenschaftlicher Angestellter an der Universität Hohenheim, Abteilung für Ökophysiologie. Während dieser Zeit lehrte er Biophysik (Wasserhaushalt, Thermodynamik) und wirkte an ökophysiologischen Großpraktika in Jugoslawien mit. Von 1975 erhielt er einen vollen Lehrauftrag am Friedrich-Schiller-Gymnasium in Ludwigsburg. 1975 wurde er an der Universität Hohenheim promoviert.
Von 1978 bis 1982 war er nebenberuflich Dozent für Physik an der Berufsakademie Stuttgart. 1979 wurde er zum Oberstudienrat, 1981 zum Studiendirektor am Friedrich-Schiller-Gymnasium in Fellbach ernannt. Von 2005 bis 2009 war er vom Schuldienst beurlaubt, bis er 2009 in den Ruhestand versetzt wurde.
Schon vor seiner Studienzeit befasste Schumm sich mit Flechten und der Lichenologie. 1967 lernte er den Lichenologen Erich Putzler kennen. Dieser ermutigte ihn auf jeden Fall weiter sich mit der Lichenologie zu befassen. Einige Wochen später verstarb Erich Putzler. Durch einen Zufall fand Felix Schumm in einer Bibliothek in einem Buch die Adresse von Oscar Klement. Nach einige Briefen und Besuchen wurde daraufhin Oscar Klement 1968 sein Mentor. In dieser Zeit lernte er den heutigen Lichneologen Klaus Kalb kennen. Beide sind noch bis heute befreundet und Publizieren auch immer wieder einige Artikel zusammen.

## Die Sammlung
Seit 1995 hat Felix Schumm sich intensiv der Lichenologie zugewendet, für die während der Berufszeit nur wenige Arbeitsstunden zur Verfügung standen. Auf Reisen hat er Flechten für sein Herbarium gesammelt, und zwar in folgenden Ländern: England, Frankreich, Spanien, Marokko, Tunesien, Ägypten, Israel, Türkei, Griechenland, Jugoslawien, Mittelmeerinseln (Malta, Kreta, Cypern, Samos, Mallorca), atlantische Inseln (Gran Canaria, Gomera, La Palma, Madeira, Azoren), Madagaskar, Seychellen, La Reunion, Singapur, Kambodscha, Thailand, Vietnam, Philippinen (Leyte, Cebu, Negros, Mindanao), Indonesien (Bali, Java), Australien, Hawaii, USA (Maine), Peru.

## Neu beschriebene Flechtenarten
- Gyalideopsis frahmii Aptroot, Schumm (2010 – Seychelles Lichen Guide, 167-168).[4]
- Heterodermia paradoxa Schumm, Schäfer-Verwimp (2006 – Herzogia 19: 35-41).[5]
- Menegazzia malesiana Elix, Bawingan, Schumm (2005 – Australasian Lichenology 56: 20-23).[6]
- Neofuscelia canariensis Elix, Schumm (2003 – Mycotaxon 86: 383-388).[7]
- Neofuscelia stenosporonica Elix, Schumm (2003 – Mycotaxon 86: 383-388).[8]
- Parmeliella borbonica P.M.Jørg., Schumm (2010 – Lichenologist 42: 697-700).
- Parmotrema negrosorientalum Elix, Schumm (2001 – Mycotaxon 79: 253-260).
- Pyrenula infracongruens Aptroot, Schumm (2010 – Seychelles Lichen Guide, 280-281).
- Pyrenula supracongruens Aptroot, Schumm (2010 – Seychelles Lichen Guide, 288-289).
- Ramalina azorica Aptroot, Schumm (2008 – Sauteria 15: 21-57).
- Ramalina wirthii Aptroot, Schumm (2008 – Sauteria 15: 21-57).
- Roccella sanctae-helenae Aptroot, Schumm (2011 – Fruticose Roccellaceae, 234-238).
- Xanthoparmelia madeirensis Elix, Schumm (2003 – Mycotaxon 86: 383-388).

## Publizistische Tätigkeit
Schumm ist der Herausgeber folgender Zeitschrift:
- Archive for Lichenology ISSN 1868-4173[9]

Schumm hat folgende Artikel zum Thema Flechten als Autor und Co-Autor geschrieben:
- F. Schumm: Präparation der Flechten. In: Mikrokosmos. Band 54, Nr. 4, 1965, S. 125–127.
- F. Schumm: Bau und Untersuchung der Schriftflechte. In: Mikrokosmos. Band 57, Nr. 3, 1968, S. 78–79.
- F. Schumm: Die Becherflechte Cladonia furcata. In: Mikrokosmos. Band 60, Nr. 2, 1971, S. 45–46.
- F. Schumm: Untersuchung von Leimflechten. In: Mikrokosmos. Band 79, Nr. 8, 1990, S. 225–230.
- F. Schumm: Flechten und Moose ausgewählter Xerothermbiotope im mittleren Remstal. In: Beih. Veröff. Naturschutz Landschaftspflege Bad.-Württ. Band 76, 1993, S. 75–89.
- F. Schumm: Flechtenfunde aus dem Landkreis Sigmaringen. In: Mitt. d. Mikroskop. AG Stuttgart. Heft 2, 1998, S. 22–26.
- U. Schwarz, F. Schumm: Beiträge zur Moos- und Flechtenvegetation von Gran Canaria. 1. Teil (Allgemeiner Teil und Bartramiaceae). In: Mitt. der Mikroskop. AG Stuttgart. Heft 1–2, 1999, S. 9–30.
- U. Schwarz, F. Schumm: Beiträge zur Moos- und Flechtenvegetation von Gran Canaria. 2. Teil (Parmeliaceae von Gran Canaria). In: Mitt. der Mikroskop. AG Stuttgart. Heft 3–4, 1999, S. 39–45.
- F. Schumm: Bestimmungsschlüssel für die Parmeliaceae (Blattflechten) von Laurimacaronesien. In: Mitt. der Mikrosk. AG. Stuttgart. Heft 3–4, 1999, S. 46–95.
- F. Schumm: Hilfsschlüssel zu sorediösen, unterseits unberindeten Heterodermia-Arten. In: Mitt. d. Mikroskop. AG. Stuttgart. Heft 3–4, 2000, S. 66–86.
- F Schumm: Hilfsschlüssel zum Bestimmen der Arten der Gattung Heterodermia mit Podocarpa-Wuchsform. In: Aktuelle Lichenologische Mitteilungen, Neue Folge. Nr. 6, 2001, S. 23–34.
- J. Elix, F. Schumm: A new Species and new Records in the Lichen Family Parmeliaceae (Ascomycotina) from the Philippines. In: Mycotaxon. Vol. 79, 2001, S. 253–260.
- F. Schumm: Hilfsschlüssel zum Bestimmen der Arten der Gattung Heterodermia mit Isidien oder Schüppchen. In: Mitt. d. Mikroskop. AG Stuttgart. Heft 2–4, 2001, S. 31–34.
- F. Schumm: Dünnschichtchromatogramme - auch für den Amateur möglich. In: Aktuelle Lichenologische Mitteilungen. Nr. 9, 2002, S. 08–22.[10]
- J. A. Elix, F. Schumm: New Species and new Records in the Lichen Family Parmeliaceae (Ascomycota) from Macaronesia. In: Mycotaxon. Vol 84, 2003, S. 383–388.
- F. Schumm: Die Flechtengattung Lobaria auf Madeira. In: Herzogia. Band 16, 2003, S. 91–112.[11]
- F. Schumm: Hypotrachyna rockii, neu für Mitteleuropa. In: Herzogia. Band 16, 2003, S. 183–185.
- J. A. Elix, P. A. Bawingan, M. Lardizaval, F. Schumm: A new species of Menegazzia and new records of Parmeliaceae from Papua New Guinea and the Philippines. In: Australasian Lichenology. Band 56, 2005, S. 20–24.
- F. Schumm, A. Schäfer-Verwimp: Heterodermia paradoxa, eine neue unterseits gelb pigmentierte Flechte von Sumatra. In: Herzogia. Band 19, 2006, S. 35–41.
- A. Aptroot, F. Schumm: Key to Ramalina species known from Atlantic islands, with two new species from the Azores. In: Sauteria. Band 15, 2008, S. 21–57.
- A. Aptroot, F. Schumm: A new species of the lichen genus Crustospathula from the Philippines. In: Herzogia. Band 22, 2009, S. 67–70.
- A. Aptroot, F. Schumm: Chimeras occur on the pantropical Lichenomyce Phyllopeltula corticola. In: The Lichenologist. Band 42, Nr. 3, 2010, S. 307–310.
- P. M. Jørgensen, F. Schumm: Parmeliella borbonica, a new lichen species from Réunion. In: The Lichenologist. Band 42, Nr. 6, S. 697–700 2010.
- A. Aptroot, F. Schumm: The genus Melanophloea, an example of convergent evolution towards polyspory. In: Lichenologist. Band 44, Nr. 4, 2012, S. 501–509.
- A. Aptroot, F. Schumm: A new terricolous Trapelia and a new Trapeliopsis (Trapeliaceae, Baeomycetales) from Macaronesia. In: Lichenologist. Band 44, Nr. 4, 2012, S. 449–456.
- A. Aptroot, F. Schumm, M. Cáceres: Six new species from Prenula of the tropics. In: Lichenologist. Band 44, Nr. 5, 2012, S. 611–618.
- E. Stocker-Wörgötter, J. A. Elix, F. Schumm, C. Hametner: Bushfire and lichen communities: ecophysiology, culturing and secondary chemistry of two Australasian lichen species, Thysanothecium scutellatum and T. hookeri (Cladoniaceae, lichenized Ascomycetes). In: Bibliotheca Lichenologica. Band 108, 2012, S. 241–256.

## Werke
- F. Schumm: Flechten Madeiras, der Kanaren und Azoren. 1. Auflage. 2008, ISBN 978-3-00-023700-3.
- F. Schumm, J. P. Frahm, N. J. Stapper: Epiphytische Flechten als Umweltgütezeiger: - eine Bestimmungshilfe. 1. Auflage. 2010, ISBN 978-3-8391-5299-7.
- F. Schumm, A. Aptroot: Seychelles Lichen Guide. 1. Auflage. 2010, ISBN 978-3-00-030254-1.
- A. Aptroot, F. Schumm: Fruticose Roccellaceae – an anatomical-microscopical Atlas and Guide with a worldwide Key and further Notes on some crustose Roccellaceae or similar Lichens. 1. Auflage. 2011, ISBN 978-3-00-033689-8. (books.google.ro)
- F. Schumm: Kalkflechten der Schwäbischen Alb – ein mikroskopisch anatomischer Atlas. 1. Auflage. 2011, ISBN 978-3-8448-7365-8. (books.google.ro)
- F. Schumm, A. Aptroot: A microscopical Atlas of some tropical Lichens from SE-Asia (Thailand, Cambodia, Philippines, Vietnam). Band 1, 2012, ISBN 978-3-8448-9258-1. (books.google.ro)
- F. Schumm, A. Aptroot: A microscopical Atlas of some tropical Lichens from SE-Asia (Thailand, Cambodia, Philippines, Vietnam). Band 2, 2012, ISBN 978-3-8448-9259-8. (books.google.ro)
- F. Schumm, A. Aptroot: Flechten Madeiras, der Kanaren und Azoren – Band 2 (Ergänzungsband). 2013, ISBN 978-3-7322-7480-2. (books.google.ro)
- Felix Schumm, John A. Elix: Images from Lichenes Australasici Exsiccati and of other characteristic Australasian Lichens. Band 1, 2014, ISBN 978-3-7386-8386-8. (books.google.ro)
- Felix Schumm, John A. Elix: Images from Lichenes Australasici Exsiccati and of other characteristic Australasian Lichens. Band 2, 2014, ISBN 978-3-7386-8387-5. (books.google.ro)
- Felix Schumm, John A. Elix: Atlas if Images of Thin Layer Chromatograms of Lichen Substances / Bildatlas von Dünnschichtchromatogrammen von Flechten-Inhaltsstoffen. 2015, ISBN 978-3-7392-6103-4. (books.google.co.uk)
- Felix Schumm: Atlas of Images of  Thin Layer Chromatogramms of  Lichen Substances. Supplement. / Bildatlas von Dünnschichtchromatogrammen von Flechten-Inhaltsstoffen. Ergänzungsband. 2016, ISBN 978-3-7431-4586-3. (books.google.de)
- F. Schumm, A. Aptroot: Images of the Lichen Genus Caloplaca, Vol 1: Caloplaca adelphoparasitica, Caloplaca crenularia 1. Auflage. 2019, ISBN 978-3-7494-1392-8
- F. Schumm, A. Aptroot: Images of the Lichen Genus Caloplaca, Vol 2: Caloplaca crenularia, Caloplaca holocarpa 1. Auflage. 2019, ISBN 978-3-7494-1387-4
- F. Schumm, A. Aptroot: Images of the Lichen Genus Caloplaca, Vol 3: Caloplaca holocarpa, Caloplaca pulicarioides 1. Auflage. 2019, ISBN 978-3-7494-1388-1
- F. Schumm, A. Aptroot: Images of the Lichen Genus Caloplaca, Vol 4: Caloplaca pyracea, Caloplaca xerica 1. Auflage. 2019, ISBN 978-3-7494-1389-8
- F. Schumm, A. Aptroot: Virtuelles Herbarium der Flechtgattungen: Hyperphyscia, Phaeophyscia, Physcia und Physconia. 1. Auflage. 2019, ISBN 978-3-7494-2340-8.
- F. Schumm, A. Aptroot: Atlas of Pyrenulaceae and Trypetheliaceae, Vol 1 1. Auflage. 2021, ISBN 978-3-7543-9685-8
- F. Schumm, A. Aptroot: Atlas of Pyrenulaceae and Trypetheliaceae, Vol 2 1. Auflage. 2021, ISBN 978-3-7557-6334-5
- F. Schumm, A. Aptroot: Atlas of Pyrenulaceae and Trypetheliaceae, Vol 3 1. Auflage. 2021, ISBN 978-3-7557-6335-2
- F. Schumm, A. Aptroot: Atlas of Pyrenulaceae and Trypetheliaceae, Vol 4 1. Auflage. 2021, ISBN 978-3-7557-6336-9
- F. Schumm, A. Aptroot: Brazilian Lichens, Vol 1 1. Auflage. 2023, ISBN 978-3-7568-1129-8
- F. Schumm, A. Aptroot: Brazilian Lichens, Vol 2 1. Auflage. 2023, ISBN 978-3-7448-1896-4
- F. Schumm, A. Aptroot: Brazilian Lichens, Vol 3 1. Auflage. 2023, ISBN 978-3-7526-6149-1
- F. Schumm, A. Aptroot: Images of Lichinaceae 1. Auflage. 2023, ISBN 978-3-7412-2856-8
- F. Schumm, A. Aptroot: Brazilian Lichens, Vol 4 1. Auflage. 2023, ISBN 978-3-7578-3072-4
- F. Schumm, A. Aptroot: Brazilian Lichens, Vol 5 1. Auflage. 2023, ISBN 978-3-7568-1223-3
- F. Schumm, A. Aptroot: Brazilian Lichens, Vol 6 1. Auflage. 2023, ISBN 978-3-7578-4720-3
- F. Schumm, A. Aptroot: Brazilian Lichens, Vol 7 1. Auflage. 2024, ISBN 978-3-7583-0975-5
- F. Schumm, A. Aptroot: Brazilian Lichens, Vol 8 1. Auflage. 2024, ISBN 978-3-7583-2455-0
- F. Schumm, A. Aptroot: Brazilian Lichens, Vol 9 1. Auflage. 2024, ISBN 978-3-7597-0278-4

## Dedikationsnamen
Zu Ehren von Schumm wurden folgende Flechtenarten nach ihm benannt:
- Allographa schummii J. Kalb, Lücking & Kalb[12]
- Graphis schummiana J. Kalb, Lücking & Kalb[13]
- Stirtonia schummii Aptroot[14]
- Xanthoria schummii S.Y. Kondr.[15]
- Schummia angulata (Aptroot & Schumm) Lücking, R. Miranda & Aptroot[16]

Zu Ehren von Schumm wurden folgende Moosart nach ihm benannt:
- Physcomitrium schummii Uwe Schwarz[17]

Zu Ehren von Schumm wurden folgende Flechtengattung nach ihm benannt:
- Schummia Schummia Lücking, R. Miranda & Aptroot[18]